# DJ Project
DJ Project är en rumänsk musikgrupp bildad 2000. Gruppen består av tre medlemmar. De har släppt sju album. Bland deras mest kända låtar finns "Mi-e dor de noi" och "Nu".
Vid MTV Europe Music Awards år 2006 tog de emot priset för "Bästa rumänska artist/band". Vid MTV Romania Music Awards åren 2006 och 2007 tog de emot priserna "Bästa dance-musikgrupp".

## Diskografi

### Album
- 2001 - Experience
- 2002 - Spune-mi tot ce vrei
- 2004 - Lumea ta
- 2005 - Şoapte
- 2006 - Povestea mea
- 2007 - Două Anotimpuri
- 2009 - DJ Project & Friends - In the Club